# Vaquero (film)
Pour les articles homonymes, voir Vaquero (homonymie).
Pour plus de détails, voir Fiche technique et Distribution.
Vaquero (Ride, Vaquero!) est un film américain réalisé par John Farrow, sorti en 1953.

## Synopsis
Au Texas, juste après la Guerre de Sécession. Le bandit José Esqueda et ses hommes sèment la terreur, brûlent et pillent. Aux côtés du chef, muet et hiératique, se tient un homme mystérieux vêtu de noir : Rio. Venus du Sud confédéré, Cameron et sa femme Cordelia ont acheté des terres, veulent les clôturer, créer un ranch, développer et civiliser cette région sauvage. Cela, José Esqueda ne peut le supporter. Ses hommes incendient le ranch de Cameron. Mais celui-ci rattrape Rio et lui laisse la vie sauve en échange de son aide pour monter le ranch. Rio va donc aider Cameron sous l'œil suspicieux de la belle Cordelia. Mais Esqueda reste une menace imprévisible et certaine. Cordelia va demander à Rio de le conduire à Esqueda pour le raisonner. En vain. Esqueda ne peut se résoudre à la perte de celui qui a été élevé avec lui comme un frère. Il va mettre la ville à feu et à sang et blesser Cameron venu l'affronter. Rio, amoureux de Cordelia, s'interpose. Esqueda et lui s'entretuent. Cameron et sa femme repartent vers leur ranch.

## Fiche technique
- Titre : Vaquero
- Titre original : Ride, Vaquero!
- Réalisation : John Farrow, assisté de Jerry Thorpe
- Scénario : John Farrow et Frank Fenton
- Musique : Bronislau Kaper
- Direction musicale : Hans Sommer
- Direction artistique : Cedric Gibbons et Arthur Lonergan
- Décors de plateau : Fred M. MacLean et Edwin B. Willis
- Costumes : Walter Plunkett
- Photographie : Robert Surtees
- Montage : Harold F. Kress
- Producteur : Stephen Ames
- Société de production et de distribution : Metro-Goldwyn-Mayer
- Pays de production :  États-Unis
- Langue originale : anglais américain
- Format : couleur (Anscocolor) — 35 mm — 1,37:1 — son : mono  (Western Electric Sound System)
- Genre : western
- Durée : 90 minutes
- Dates de sortie :
  - États-Unis : 17 juillet 1953
  - France : 25 juin 1954

## Distribution
- Howard Keel (VF : Roland Ménard) : King Cameron
- Robert Taylor (VF : Jean Davy) : Rio
- Ava Gardner (VF : Jacqueline Ferrière) : Cordelia Cameron
- Anthony Quinn (VF : Jean Clarieux) : José Esqueda
- Kurt Kasznar (VF : Richard Francœur) : père Antonio
- Ted de Corsia (VF : Pierre Morin) : shérif Parker
- Charlita : une chanteuse
- Jack Elam (VF : René Arrieu) : Barton
- Walter Baldwin (VF : Paul Villé) : Adam Smith
- Joe Dominguez : Vincente
- Frank McGrath : Pete
- Charles Stevens : un vaquero
- Rex Lease : un shérif-adjoint
- Tom Greenway : un shérif-adjoint

Acteurs non crédités
- Movita Castaneda : Hussy
- Frank Hagney : un barman